# Stazione di Cimabanche
Stazione di Cimabanche 1962-ben bezárt vasútállomás Olaszországban, Trentino-Alto Adige régióban, Dobbiaco településen.

## Vasútvonalak
Az állomást az alábbi vasútvonalak érintették:
- Dolomit-vasút

## Kapcsolódó állomások
A vasútállomáshoz az alábbi állomások vannak a legközelebb: 
- Stazione di Carbonin-Misurina
- Ospitale railway station